# Ribera del Queiles
Ribera del Queiles es una indicación geográfica protegida supraautonómica de España utilizada para designar los vinos de la tierra originarios de la zona vitícola del río Queiles. 
Esta indicación geográfica fue reglamentada en 2003. 

## Zona de producción
que comprende los municipios aragoneses de Grisel, Lituénigo, Los Fayos, Malón, Novallas, Santa Cruz de Moncayo, Tarazona, Torrellas y Vierlas, situados en la provincia de Zaragoza, y los municipios navarros de Ablitas, Barillas, Cascante, Monteagudo, Murchante, la parte al sur del río Ebro de Tudela y Tulebras, en España.

## Variedades
Los vinos proceden exclusivamente de las variedades tintas: 
Cabernet Sauvignon, Merlot, Graciano, Tempranillo, Garnacha Tinta y Syrah.